# Jevišovka (rivière)
La Jevišovka est une rivière de la Tchéquie et un affluent de la Thaya. Elle prend sa source dans les collines de Moravie (Českomoravská vrchovina) à 602 m d'altitude. Son cours est de 81,7 km jusqu'à la confluence, à Jevišovka.
Elle arrose les villes de Častohostice, Blížkovice, Grešlové Mýto, Boskovštejn, Střelice, Jevišovice, Černín, Vevčice, Plaveč, Výrovice, Tvořihráz, Borotice, Hrušovany nad Jevišovkou et Jevišovka. Son cours est régulé par le barrage de Výrovice.

## Source
- (cs) Institut de Recherches en aménagement hydraulique